# Thurgood Marshall United States Courthouse
Das Thurgood Marshall United States Courthouse, ursprünglich Foley Square Courthouse, ist ein Gerichtsgebäude in Manhattan in New York City, USA. Es liegt in Lower Manhattan an der Centre Street und am Foley Square im Stadtteil Civic Center, dem Verwaltungs- und Regierungsviertel der Stadt. Im Jahr 2001 wurde das Gebäude vom Kongress der Vereinigten Staaten nach Thurgood Marshall benannt, der hier tätig war und später der erste afroamerikanische Richter am Obersten Gerichtshof der USA wurde.

## Beschreibung
Der Bau wurde ab 1932 nach den Plänen des Architekten Cass Gilbert errichtet und nach Gilberts Tod im Jahr 1934 von seinem Sohn Cass Gilbert Jr. im Jahr 1936 fertiggestellt. Mit einer Höhe von 179,8 Metern (590 Fuß) war das Gebäude zu seiner Zeit eines der höchsten von New York City, es besitzt 37 Stockwerke und die Spitze des Gebäudes hat die Form einer Pyramide. Diese Pyramide enthält insgesamt fünf Stockwerke. Im Jahr 1987 wurde das Gebäude ins National Register of Historic Places aufgenommen.
Das Gebäude ist einer der Sitze des United States District Court for the Southern District of New York. Es ist des Weiteren Sitz des United States Court of Appeals for the Second Circuit, eines Appellationsgerichtes, das für die District Courts der Bundesstaaten New York, Connecticut und Vermont zuständig ist.
In unmittelbarer Nähe befinden sich das New York State Supreme Court Building, das Daniel Patrick Moynihan United States Courthouse, das Metropolitan Correctional Center und das Municipal Building.